# Tre uomini in barca
Tre uomini in barca (per non parlar del cane) (Three Men in a Boat (To Say Nothing of the Dog); o, in alcune traduzioni, Tre uomini in barca (per tacer del cane) è un romanzo umoristico avventuroso di Jerome K. Jerome del 1889. Ha avuto anche un seguito, Tre uomini a zonzo.

## Storia editoriale
Il romanzo, nato quasi per un malinteso, venne concepito in origine come un'opera ricca di notizie storico-letterarie, utili per una guida turistica che si sarebbe dovuta intitolare La storia del Tamigi. Tuttavia, l'editore della rivista che si sarebbe occupata della pubblicazione pretese di tagliare gran parte delle digressioni storico-culturali sancendo così l'enorme successo con il quale venne accolta l'opera, ora snellita ma piena di gag umoristiche. Successo testimoniato dal fatto che, solo in Gran Bretagna, il libro vendette un milione e mezzo di copie.

## Trama
Risalendo la corrente del fiume Tamigi, i tre amici Jerome ("J." voce narrante), Harris e George, accompagnati dal cane Montmorency, viaggiano per giorni sulla loro imbarcazione, sfilando lungo le campagne inglesi dove vivono inattese avventure. Il viaggio è scandito da una serie di gag comiche sulle gioie e i dolori della vita in barca, unite a divagazioni umoristiche che costituiscono storie a sé stanti, basti pensare al celeberrimo racconto dello zio Podger alle prese con un quadro da appendere. Il tutto è condito dallo stile inconfondibile dell'umorismo inglese, ma anche dalle descrizioni realistiche delle regioni attraversate dai tre amici e da brevi notazioni di filosofia per non addetti ai lavori.

## Personaggi
George ed Harris, i compagni di viaggio, traggono ispirazione da personaggi realmente esistiti:
- Harris si chiamava in realtà Carl Hentschel, ed era figlio dell'inventore delle matrici a mezzitoni, responsabili di aver rivoluzionato la stampa delle illustrazioni in giornali e riviste. Carl Hentschel - che nel libro viene indicato come "capace di rimediare ovunque un goccetto di scotch e conoscitore di ogni taverna, osteria o bettola si trovi in Inghilterra e probabilmente all'estero" - era completamente astemio. Era inoltre un appassionato di teatro, fatto che rende realistico l'episodio in cui Harris tenta di cantare, con effetti disastrosi, una canzonetta comica tratta da un'operetta finendo presto per confondere melodie e testi di opere diverse e suscitare così un putiferio.[senza fonte]
- George si chiamava in realtà George Wingrave ed era realmente un impiegato di banca, per qualche tempo coinquilino di Jerome.

## Edizioni
- Jerome K. Jerome, Tre uomini in barca (per non parlare del cane), Rizzoli, 1978.
- Jerome K. Jerome, Tre uomini in barca (per non parlare del cane), traduzione di Katia Bagnoli, introduzione di Francesco Piccolo, Universale economica I Classici, Feltrinelli, 1997, ISBN 978-88-07-82141-7.
- Jerome K. Jerome, Tre uomini in barca, illustrazioni di Maria Sole Macchia, Rizzoli, 2008, ISBN 978-88-6175-871-1.
- Jerome K. Jerome, Tre uomini in barca, Joybook - Grillo parlante, 2010, ISBN 978-88-6175-871-1.
- Jerome K. Jerome, Tre uomini in barca "per non parlare del cane", Crescere, 2012.

## Opere derivate
Nel 1965 romanzo è stato tratto il film omonimo di Ken Annakin.
Nel 1975 ne è stato tratto un film televisivo.

## Riferimenti nella cultura di massa
Il romanzo viene citato da Aldo Baglio nel film Chiedimi se sono felice.